# جینگ چائو
جینگ چائو (انگلیسی: Jing Chao؛ زادهٔ ۱۵ آوریل ۱۹۸۶) بازیگر اهل چین است. وی از سال ۲۰۰۹ میلادی تاکنون مشغول فعالیت بوده است.